# Janez Janša
Janez Janša, oorspronkelijk: Ivan Janša (Ljubljana, 17 september 1958), is een Sloveens politicus van de Sloveense Democratische Partij (SDS). Gedurende drie periodes diende hij als premier van zijn land: 2004–2008, 2012–2013 en 2020–2022.
Hij was tijdens de Sloveense onafhankelijkheidsoorlog minister van Defensie in het kabinet-Peterle en daaropvolgend in het eerste kabinet-Drnovšek.

## Biografie
Janez Janša studeerde in Ljubljana polemologie en krijgswetenschappen. In de jaren 80 was hij lid van de communistische jeugdbond en kandideerde voor het voorzitterschap van deze organisatie. Na deze verkiezing te hebben verloren bleef hij actief en nam deel aan de door de communistische jeugdbond gelegitimeerde protestuitingen tegen het Joegoslavische bewind. Janša schreef vele maatschappijkritische artikelen in het tijdschrift Mladina. In mei 1988 werd hij door de veiligheidsdienst op instigatie van het Joegoslavische leger en de federale overheid gearresteerd met drie andere Sloveense lotgenoten. Janša werd met twee journalisten van Mladina, David Tasić en Franci Zavrl, en legerofficier Ivan Borštner voor de militaire rechtbank beschuldigd van het schenden van militaire geheimen (over het ontbinden van het Sloveense militaire opperbevel). Dit proces veroorzaakte een ongekende politisering in Slovenië en versnelde het democratiseringsproces.
In januari 1989 werkte Janša mee aan de oprichting van de Sloveense Democratische Bond (SDZ) (Slovenska demokratična zveza), waarvan hij vicevoorzitter werd. Tijdens de eerste democratische verkiezingen in 1990 werd Janša voor de SDZ in het parlement gekozen. In mei 1990 werd hij in de nieuwe regering minister van Defensie en bereidde met minister van Binnenlandse Zaken Igor Bavčar de verdediging van de Sloveense soevereiniteit voor.
Janša werd lid van de Sociaaldemocratische Partij van Slovenië (SDSS) in 1992, in 1993 werd hij partijleider. Nadat de Socialistische Internationale de lidmaatschapsaanvraag van Janša afwees, gaf de partij zich een conservatief profiel. In 2003 hernoemde de partij zich naar Sloveense Democratische Partij en sloot zich aan bij de christendemocratische EVP. Janša werd in 1996, 2000 en 2004 herkozen als parlementslid. Van 2004 tot 2008 was hij premier, waarna hij in 2012 werd herkozen. Op 27 februari 2013 overleefde zijn regering een motie van wantrouwen van het parlement niet. Janša werd opgevolgd door Alenka Bratušek, die de opdracht kreeg een nieuwe regering te formeren.
Tussen juni en december 2014 zat Janša in de gevangenis vanwege een veroordeling in een corruptiezaak. In juni 2018 werd hij opnieuw verkozen in het Sloveense parlement. Op 13 maart 2020 werd hij voor de derde keer in zijn loopbaan premier, als opvolger van de vroegtijdig afgetreden Marjan Šarec.
Bij de parlementsverkiezingen van 2022 werd de Sloveense Democratische Partij met ruim verschil verslagen door de linkse partij Svoboda (Vrijheidsbeweging). De ambtstermijn van Janez Janša als premier verstreek op 13 mei 2022. Hij werd opgevolgd door Robert Golob.

## Affaires

### Eigenmachtige inzet van het leger (1994)
Na de val van het kabinet-Peterle in 1992 werd Janša opnieuw minister van Defensie in het eerste kabinet-Janez Drnovšek. In maart 1994 trad Janša als minister af vanwege de affaire Depala vas (hij werd opgevolgd door Jelko Kacin). In deze affaire legde een speciale eenheid van het ministerie van Defensie een hinderlaag bij de afrit Depala vas aan de autosnelweg Ljubljana-Maribor. Deze eenheid stopte de auto van politiefunctionaris Milan Smolnikar, die mishandeld werd, in het ziekenhuis belandde en die onderwijl geheime documenten toegeschoven werd teneinde hem te compromitteren. Tegelijkertijd bracht Janša het leger in paraatheid. Het gebeuren duidt niet alleen op een sluimerend conflict tussen het ministerie van Defensie en het ministerie van Binnenlandse Zaken, maar ook op een poging van de toenmalige minister Janez Janša om staatsvreemde belangen via staatsorganen, in dit geval het ministerie van Defensie, door te zetten. Volgens menige analyse, zoals die van Spomenka Hribar, zat het land niet ver verwijderd van een staatsgreep.

### Persvrijheid (2007)
In oktober 2007 kwam het mediabeleid van Janša en zijn regering onder de aandacht door een petitie van de Sloveense journalisten Matej Šurc en Blaž Zgaga, die gericht was tegen de invloed van de regering op de berichtgeving. Deze op 10 september 2007 geïnitieerde en op 12 oktober gepresenteerde - door 571 journalisten ondertekende - petitie kritiseert "censuur en drukmiddelen", die op de journalistiek wordt uitgeoefend. De regering reageerde aanvankelijk niet op dit initiatief. Pas na de verkiezingsoverwinning van Danilo Türk in november 2007 laakte Janša de journalisten vanwege hun "kwaadsprekerij over Slovenië in het buitenland" (doelend op het feit dat de petitie in tweede instantie aan Europese instanties was verstuurd). Op de wereldwijde index van persvrijheid zakte Slovenië snel (2006: plaats 8, 2007: plaats 21, 2010: plaats 46).

### Patria (2008-2014)
In september 2008 bracht de Finse televisie een uitzending over de aanschaf van Finse pantservoertuigen door Slovenië. Daarbij werd premier Janša van het aannemen van steekpenningen beschuldigd. Het leidde tot een diplomatieke twist tussen het eerste kabinet-Janša en Finland; Janša dagvaardde de Finse journalisten. Ondanks tegenwerking van het onderzoek door de Sloveense justitie onder leiding van de Openbaar Hoofdofficier Barbara Brezigar, leidde de kwestie tot een trilateraal gerechtelijk onderzoek gecoördineerd door Eurojust. De zaak kwam onder de rechter in Finland, Oostenrijk en Slovenië. Janez Janša stond samen met enkele partijgenoten vanaf najaar 2011 voor de Sloveense rechter, hetgeen de beschuldigden niet weerhield al hun openbare functies gewoon te blijven uitoefenen. Janša werd op 5 juni 2013 door de rechtbank in Ljubljana veroordeeld tot 2 jaar cel. Hij ging tevergeefs in hoger beroep en werd uiteindelijk op 20 juni 2014 naar de gevangenis gestuurd. Later werd de zaak vanwege juridische fouten herzien en de veroordeling door het Grondwettelijk Hof vernietigd. Janša werd op 12 december 2014 vervroegd vrijgelaten.

### Protest en corruptie (2012-2013)
In november 2012 begonnen landelijke demonstraties tegen het beleid van Janez Janša. Onderwerp waren enerzijds bezuinigingen en anderzijds de openlijke corruptie van politici. Op 7 januari 2013 publiceerde de landelijke anti-corruptie-autoriteit een rapport waarin werd vastgesteld dat Janez Janša (net als zijn rivaal Zoran Janković) beschikte over onverklaarbare vermogensaanwas en de verdenking op zich had geladen van ambtsmisbruik. Dit rapport was de concrete aanleiding voor de val van het kabinet-Janša.